# Horní Lideč
Horní Lideč (deutsch Ober Litsch) ist eine Gemeinde in Tschechien. Sie liegt sechs Kilometer nordöstlich von Valašské Klobouky und gehört zum Okres Vsetín.

## Geographie
Horní Lideč befindet sich am Übergang zwischen den Weißen Karpaten, Javorníky und der Vizovická vrchovina am südlichen Randes des Naturparks CHKO Beskydy. Das Dorf liegt an einer Biegung der Senice zwischen den Einmündungen der Střelenka und des Lačnovský potok, es erstreckt sich nach Süden bis ins Quellgebiet des Kloboucký potok. Östlich erheben sich der Díl (685 m) und Stráň (607 m), südöstlich der Černov (494 m), im Süden die Ploštiny (739 m) sowie nordwestlich die Bařinka (716 m), Vrátnice (680 m) und Krajčice (729 m). 
Nachbarorte sind Lidečko im Norden, Francova Lhota im Nordosten, Střelná und U Trčálku im Osten, Pasíčky, Paseky und Študlov im Südosten, Stráně und Návojná im Süden, Poteč und Smolina im Südwesten, Lačnov und Sucháčkovy Paseky im Westen sowie Palésky und Račné im Nordwesten.

## Geschichte
Die ältesten archäologischen Funde erfolgten am Stráň und stammen aus der Bronzezeit. Horní Lideč entstand am Kreuzungspunkt einer zur Bernsteinstraße gehörigen Handelsstraße mit weiteren Handelswegen durch die Berge zwischen Ungarn und Mähren.
Die erste schriftliche Erwähnung des Dorfes Ludsch erfolgte am 20. August 1261 durch den Kastellan von Brumov, Smil von Zbraslav und Střílky in der Gründungsurkunde des Klosters Smilheim, in der Ober und Nieder Ludsch als Grenze des klösterlichen Besitzes aufgeführt wurden. Seit 1335 gehörte die Ansiedlung zum markgräflichen Lehngut Pulčin. Nachdem die Burg Pulčin zu Beginn des 16. Jahrhunderts erloschen war, wurde das Dorf der Herrschaft Brumov zugeschlagen. Im Jahre 1518 wurde der Ort als Lidcze Hornij und zwei Jahre später als Horni Litcze bezeichnet. Die Lage an einem wichtigen Karpatenpass führte wiederholt zu Einfällen von Kriegsvolk. Im 16. Jahrhundert unternahmen die Aufständischen aus Považská Bystrica und Lednica Raubzüge nach Mähren. 1604 wurde das nahe der ungarischen Grenze gelegene Dorf von den siebenbürgischen Aufständischen Stephan Bocskais heimgesucht. Weitere Bezeichnungen waren Horni Lidczy, Horni Lydcze, Ober Litz und Ober Litsch. Im Jahre 1656 trafen sich hier türkische und schwedische Abordnungen zu Verhandlungen. 1663 fielen die Türken in Horní Lideč ein; dabei wurden 156 Einwohner verschleppt oder ermordet. Während der Zweiten Wiener Türkenbelagerung überfielen 1683 die Truppen Emmerich Thökölys den Ort. In den Jahren 1704 bis 1708 fielen die Kuruzen mehrmals in Horní Lideč ein. Seit 1709 gehörte das Dorf zum Brumover Anteil der Grafen von Waldorf auf Hošťálková. 1731 erfolgte eine Dreiteilung der Herrschaft. Dabei wurde Horní Lideč Teil der Anderen Herrschaft Brumow (Brumov II). Gottfried Ignaz von Waldorf vermachte 1739 seinen Anteil an Franz Kajetan Graf Chorinsky, der das Dorf an die Herrschaft Hošťálková anschloss. 1780 reiste König Joseph II. auf dem Wege zu Zarin Katharina II. durch den Ort. Bis zur Mitte des 19. Jahrhunderts blieb Horní Lideč der Herrschaft Brumov II. untertänig. 
Nach der Aufhebung der Patrimonialherrschaften bildete Horno-Lič/Ober Litsch ab 1850 eine Gemeinde in der Bezirkshauptmannschaft Uherský Brod. Weitere Ortsbezeichnungen waren in der zweiten Hälfte des 19. Jahrhunderts Lideč , Litsch, Lič und Horní Lič. Der heutige Ortsname Horní Lideč wurde 1885 erstmals verwendet. Nach der Gründung der Tschechoslowakei wurde 1919 im Ortszentrum eine Freiheitslinde gepflanzt. In den Jahren 1923 bis 1928 entstand die Eisenbahnverbindung Vsetín – Bylnice und 1937 wurde die Strecke nach Púchov eingeweiht. In den 1930er Jahren fand ein Großteil der Einwohner in den neu errichteten Waffenfabriken Vsetín und Bohuslavice nad Vláří Arbeit. Nach der deutschen Besetzung wurde 1939 in Ober Litsch eine Finanzwache eingerichtet. Seit 1949 war Horní Lideč dem Okres Valašské Klobouky zugeordnet. Nach der Machtübernahme der Kommunisten begannen 1950 politische Schauprozesse gegen die Vereinigungen Světlana und Makyta. Ende 1960 kam die Gemeinde nach der Aufhebung des Okres Valašské Klobouky zum Okres Vsetín. Nach der Auflösung der Tschechoslowakei wurde der Bahnhof Horní Lideč zum Grenzbahnhof, 1993 wurden darin ein Zollamt und eine Fremdenpolizeistation eingerichtet. 
Seit 1994 führt die Gemeinde ein Wappen, das den hl. Wenzel und einen grünen Laubbaum zeigt. Im selben Jahre wurde ein betreutes Altenwohnheim eingeweiht. Horní Lideč errang im Jahre 2001 beim nationalen Wettbewerb Dorf des Jahres den ersten Platz im Zlínský kraj.

## Verkehr
Horní Lideč ist ein Verkehrsknotenpunkt zwischen Mähren und der Slowakei. Durch Horní Lideč führt die Staatsstraße I/57 von Vsetín über Valašské Klobouky zum Wlarapass, von der im Ort die Staatsstraße I/49 über den Lissapass nach Púchov abzweigt. Der Bau der Schnellstraße R 49 auf dem Abschnitt zwischen Fryšták und dem Lissapass befindet sich in der Planungsphase. Horní Lideč liegt an der Bahnstrecke Hranice na Moravě–Střelná und ist Ausgangspunkt für die Strecken Horní Lideč–Bylnice und Púchov–Strelenka–Horní Lideč.

## Ortsgliederung
Für die Gemeinde Horní Lideč sind keine Ortsteile ausgewiesen. 

## Sehenswürdigkeiten
- Kirche des hl. Wenzel, geweiht 1994
- Hölzerner Glockenturm (Nachbau) aus dem Jahre 1771, das Original befindet sich seit 1927 im walachischen Freilichtmuseum Rožnov pod Radhoštěm
- Jubiläumskapelle mit Glockenturm, geweiht 1929
- Geschützte 500-jährige Eiche und 300-jährige Linde
- Kaskade der drei Lačnover Teiche, westlich des Ortes